# Sifferbo
Sifferbo est une localité de Suède dans la commune de Gagnef située dans le comté de Dalécarlie.
Sa population était de 411 habitants en 2019.